# Новости недели
«Новости недели» (ивр. נובוסטי נדלי‎), сокращённо именуемая «Новости», израильская еженедельная газета на русском языке и, одновременно, название концерна, выпускавшего и выпускающего до сих пор ещё ряд русскоязычных газет.

## История
Газета начала выходить в свет в 1989 г., с началом массовой репатриации (алии) евреев из СССР. В 1990 г. газету приобрел и создал одноимённую медиа-группу израильский предприниматель Эли Азур. Главным редактором газеты стал Аркадий Бен-Мордехай.
С 1990 по 2003 гг. «Новости недели» выходила ежедневно. В 2008 редакция заключила договор о сотрудничестве с газетой ''The Jerusalem Post'', что позволило «Новостям недели» переводить и печатать у себя статьи и другие публикации Jerusalem Post.
После прекращения в 2018 г. выхода в свет печатной версии газеты «Вести», газеты концерна «Новости недели» остались единственными русскоязычными периодическими изданиями общеизральского (а не местного и регионального) формата.
Другие еженедельники концерна «Новости недели»
- «Эхо», редактор Александр Ронкин
- «Луч», редактор Михаил Горин
- «Секрет», редактор Владимир Плетинский[4]

Приложения
- «Силуэт», «Здоровье» (редактор Рина Шварцман);
- «Время НН» (редактор Владимир Плетинский);
- «Еврейский камертон[5]», «Роман-газета» (редактор Александр Бродский)

## Главные редакторы
- Аркадий Бен-Мордехай (1989—1990)
- Эфраим Ганор (1990—1997)
- Дмитрий Ладыженский (1997—1998)
- Леонид Белоцерковский[6] (1998—2003)
- Макс Лурье[7] (2003—2004)
- Владимир Добин[8] (2004—2005)
- Леонид Белоцерковский[6] (с 2005 по сей день)

## Журналисты
В «Новостях недели» в разное время регулярно печатались и сотрудничали с редакцией такие известные журналисты как Лев Меламид, Пинхас Клейман, Велвл Чернин, Исраэль Эльдад, Леонид Школьник, Владимир Добин, Марк Горин, Семен Яновский, Георг Мордель, Александр Хайкин, Владимир Белоусов, София Шегельман, Нахум Пурер, Владимир Соколов, Марк Водовозов, Эли Швидлер, Марьян Беленький, Александр Любинский, Виктория Мартынова, Виктор Топаллер, Петр Люкимсон, Евгения Кравчик, Александр Майстровой и др.